# Trastámara-ház
A Trastámara-ház (spanyolul, aragóniai és katalán nyelvjárásban: Casa de Trastámara), egy késő középkori királyi dinasztia volt, akik a Kasztíliai majd az Aragón Korona országainak (így többek között a Szicíliai és Nápolyi Királyság) uralkodóit adták egészen a kora újkorig. A kasztíliai Burgundi-ház illegitim oldalágaként kerültek hatalomra 1366-ban II. Henrik kasztíliai király által, utolsó tagjuk pedig az 1555-ben elhunyt Kasztíliai „Őrült” Johanna, V. Károly német-római császár és spanyol király édesanyja volt.
1369-ben a Kasztíliai Királyság és a Leóni Királyság trónjára – az addig uralkodókat adó dinasztia, a Burgundiai-ház (Ivreai-Burgundiai ház) helyett – új dinasztiából származó király lépett: Henrik (*1334 – †1379), Trastámara grófja, XI. Alfonz (*1311 – †1350) királynak és kedvesének, Leonor (Eleonóra) Nunez de Guzmannak (*1310 – †1351) a fia, ő lett II. Henrik király, az új dinasztiának, a Trastámara-háznak a megalapítója. II. Henrik az elődjét, a féltestvérét (XI. Alfonz törvényes gyermekét), I. Péter (*1334 – †1369) királyt meggyilkolta. (Tény az is, hogy I. Péter édesanyja, Portugáliai Mária (*1313 – †1357) anyakirályné, Henrik édesanyját meggyilkoltatta; I. Péter azonban – állítólag – csak utólag szerzett tudomást a gyilkosságról.)
A Trastámara-ház nemcsak Kasztíliában és Leónban szerezte meg az uralmat, hanem Aragóniában is (és az egyik oldalágukból kerültek ki – egy ideig – az önálló Nápolyi Királyság uralkodói), valamint e házból származott a spanyol területek egyesítését megvalósító királyi pár, I. (Katolikus) Izabella (*1451 – †1504) királynő és V. (Katolikus) Ferdinánd (*1452 – †1516) király is.

## A családfa[1]
I.
- A1.II. (Trastámara) Henrik (*1334 – †1379), uralkodott: 1369–1379 (Kasztília és León); h: Juana (Johanna) Manuel de Villena (*1339 – †1381);[2] 1. h. k: Elvira Íñiguez de la Vega (*? – †?), 2. h. k: Beatriz Ponce de León y Jérica (*1352 előtt? – †1385 után?), 3. h. k: Leonor Álvarez (*? – †?), 4. h. k: N, 5. h. k: Beatriz Fernández  de Angulo (*? – †?), 6. h. k: Juana de Sousa (*? – †?), 7. h. k: N, 8. h. k: Juana de Cárcamo (*? – †?), 9. h. k: Juana de Cifuentes (*? – †?),[3]
  - B1. I. János (*1358 – †1390 /lovasbalesetben halt meg/), uralkodott: 1379–1390 (Kasztília és León); 1. h: Aragóniai Eleonóra (*1358 – †1382), 2. h: I. Beatrix portugál királynő (*1373? – †1412?/1420?),
    - C1. (1. h.) III. (Beteges, Szenvedő) Henrik (*1379 – †1406), uralkodott: 1390–1406 (Kasztília és León); h: Lancasteri Katalin (*1373 – †1418),
      - D1. Mária (*1401 – †1458); h: V. (Nagylelkű) Alfonz (*1396 – †1458), Aragónia királya (1416–1458), őket lásd lejjebb, II.B1. alatt, és IV.A1. alatt is!,
      - D2. Katalin (*1403 – †1439), h: Aragóniai Henrik (*1400 – †1445 /csatában kapott sebesüléseibe belehalt/) infáns, őket lásd lejjebb, II.B4. alatt is!,
      - D3. II. János (*1405 – †1454); uralkodott: 1406–1454 (Kasztília és León); 1. h: Aragóniai Mária (*1396 – †1445), őket lásd lejjebb, II.B2. alatt is!, 2. h: Portugáliai Izabella (*1428 – †1496),
        - E1. (1. h.) Katalin (*1422 – †1424),
        - E2. (1. h.) Eleonóra (*1423 – †1425),
        - E3. (1. h.) IV. (Nemzésképtelen) Henrik (*1425 – †1474), uralkodott: 1454–1474 (Kasztília és León); 1. h (érvénytelenítve): (II.) Blanka (*1424 – †1464 /megmérgezték?/), címzetes navarrai királynő, őket lásd lejjebb, II.C3. alatt is!, 2. h: Portugáliai Johanna (*1439 – †1475),
          - F1. (2. h.) Johanna ("La Beltraneja") (*1462 – †1530 /Portugáliában halt meg/), kikiáltott királynő, nem koronázták meg;[4] 1. h (csak képviselők útján megkötve): Valois Károly (*1446 – †1472), Guyenne hercege, 2. h (csak képviselők útján megkötve, és érvénytelenítve): V. Alfonz portugál király (*1432 – †1481),

        - E4. (1. h.) Mária (*1428 – †1429),
        - E5. (2. h.) I. (Katolikus) Izabella (*1451 – †1504), uralkodott: 1474–1504 (Kasztília és León); h: V. (Katolikus) Ferdinánd (*1452 – †1516), II. Ferdinánd, Aragónia királya (1479–1515), őket lásd lejjebb, II.C6. alatt, és III.A1. alatt is!,
        - E6. (2. h.) Alfonz (*1453 – †1468), Asztúria hercege,

    - C2. (1. h.) I. (Antequerai) Ferdinánd (*1380 – †1416), Aragónia királya (1412–1416); h: Leonor (Eleonóra) Urraca de Alburquerque (*1374 – †1435), őket lásd lejjebb, II.A1. alatt is!,
    - C3. (1. h.) Mária (*1382 – †1382?),
    - C4. (2. h.) Mihály (*1384 – †1385),

  - B2. Eleonóra (*1362 – †1415), h: III. (Nemes) Károly (*1361 – †1425), Navarra királya (1387–1425),
  - B3. Johanna (*1367 – †1374),
  - B4. (1. h. k.) Alfonz (*1355 – †1398), Noreña grófja; h: Portugáliai Izabella (*1364 – †1435),
  - B5. (1. h. k.) Johanna (*1357? – †?), h: Aragóniai (Gandíai) Péter (*1358 – †1385 /csatában elesett/),
  - B6. (2. h. k.) Frigyes (*1360? – †1394 /fogságban halt meg/), Benavente hercege; h. k. (avagy h.?): Leonor Sánchez (*1373/1374? – †1444?),
  - B7. (2. h. k.) Beatrix (*1350? – †1409); h: Juan Alonso Pérez de Guzmán y Osorio (*1342 – †1396),
  - B8. (3. h. k.) Eleonóra (*? – †1409 után),
  - B9. (4. h. k., /avagy 1. h. k./) Konstancia (*1350 körül? – †?); h: Portugáliai János (*1349 – †1387),
  - B10. (5. h. k.) Ferdinánd (*1365 – †1438), Alcáçovas ura; h: Leonor Sarmiento (*1370 körül? – †?),
  - B11. (5. h. k.) Mária (*1375? – †1393?); h: Diego Hurtado de Mendoza (*1367 – †1404),
  - B12. (6. h. k.) Henrik (*1378 – †1404), Medina Sidonia hercege,
  - B13. (7. h. k.) Péter (*? – †1366),
  - B14. (8. h. k. /avagy szintén ismeretlen anyától/) Izabella (*? – †1419); h (érvénytelenítve?): Gonzalo Núñez de Guzmán (*1334 – †1404),
  - B15. (8. h. k. /avagy 2. h. k.) Ágnes (*? – †1443),
  - B16. (9. h. k.) Johanna (*1360? – †?); h: Portugáliai Dénes (*1354 – †1397).

II.
- A1. I. (Antequerai) Ferdinánd (*1380 – †1416), uralkodott: 1412–1416 (Aragónia),[5] (I. Ferdinánd, Szicília királya: 1412–1416); h: Leonor (Eleonóra) Urraca de Alburquerque (*1374 – †1435), őket lásd feljebb, I.C2. alatt is!,
  - B1. V. (Nagylelkű) Alfonz (*1396 – †1458), uralkodott: 1416–1458 (Aragónia), (I. Alfonz, Szicília királya: 1416 -1458, I. Alfonz, nápolyi király: 1442–1458 (Aragóniai-ház); h: Kasztíliai Mária (*1401 – †1458), őket lásd feljebb, I.D1. alatt, valamint lejjebb, IV.A1. alatt is!,
  - B2. Mária (*1396 – †1445); h: II. János (*1405 – †1454), Kasztília és León királya (1406–1454), őket lásd feljebb, I.D3. alatt is!,
  - B3. II. (Öreg) János (*1397 – †1479), uralkodott: 1458–1479 (Aragónia), (II. János, Navarra királya: 1425–1479 (1425–1441: az első feleségével, I. Blanka királynővel együtt uralkodott), I. János, Szicília királya: 1458–1468 /lemondott/); 1. h: I. Blanka (*1387 – †1441), Navarra királynője, (uralkodott: 1425–1441), 2. h: Juana (Johanna) Enríquez y Fernández de Córdoba (*1425 – †1468), 1. h. k: Leonor de Escobar (*1400 körül? – †?), 2. h. k: N, 3. h. k: N (Catalina Álvarez?), 4. h. k: N, 5. h. k: N,[6]
    - C1. (1. h.) (IV.) (Vianai) Károly (*1421 – †1461), Viana hercege, címzetes navarrai király; h: Klevei Ágnes (*1422 – †1446/1448), 1. h. k: María de Ármendáriz (*? – †?), 2. h. k: Brianda de Vega (Brianda Cabeza de Vaca?) (*? – †?), 3. h. k: N
      - D1. (1. h. k.) Anna (*1440? – †1477 után?), h: Luís de la Cerda (*1442? – †1501?), Medinaceli hercege,
      - D2. (2. h. k.) Fülöp (*1456 – †1488 /csatában elesett/), Palermo érseke,
      - D3. (3. h. k.) János Alfonz (*1459 – †1529), Huesca püspöke,

    - C2. (1. h.) Johanna (*1423 – †1425),
    - C3. (1. h.) (II.) Blanka (*1424 – †1464 /megmérgezték?/), címzetes navarrai királynő; h (érvénytelenítve): IV. (Nemzésképtelen) Henrik (*1425 – †1474), Kasztília és León királya (1454–1474), őket lásd feljebb, I.E3. alatt is!,
    - C4. (1. h.) I. Eleonóra (*1426 – †1479), Navarra királynője (uralkodott: 1479–1479); h: IV. Gaston (*1423 – †1472), Foix grófja,
    - C5. (2. h.) Eleonóra (*1448 – †1448),
    - C6. (2. h.) II. (Katolikus) Ferdinánd (*1452 – †1516), uralkodott: 1479–1516 (Aragónia), (V. Ferdinánd, Kasztília és León királya: 1475–1504 (az első feleségével, I. Izabella, kasztíliai és leóni királynővel együtt uralkodott), (II. Ferdinánd, Szicília királya: 1468–1516, III. Ferdinánd, Nápoly királya: 1504–1516); 1. h: I. (Katolikus) Izabella (*1451 – †1504), Kasztília és León királynője (uralkodott: 1474–1504), őket lásd feljebb, I.E5. alatt, és lejjebb, III.A1. alatt is!, 2. h: Foix Germána (*1488 – †1538),
    - C7. (2. h.) Johanna (*1454 – †1517); h: I. Ferdinánd (*1423 – †1494), nápolyi király (uralkodott: 1458–1494), őket lásd lejjebb, IV.B1. alatt is!,
    - C8. (második házasságból) Mária (*1455 – †1455);
    - C9. (1. h. k.) Alfonz (*1417 – †1495); Villahermosa hercege; h: Portugáliai (Sotomayor) Eleonóra (Anna?) (*1450 körül – †1522),
    - C10. (2. h. k.) János (*1439/1440 – †1475), Zaragoza érseke,
    - C11. (3. h. k.) Eleonóra (*? – †?), h: Luís III de Beaumont (*1430? – †1508), Lerín második grófja,
    - C12. (4. h. k.) Ferdinánd (*? – †1452),
    - C13. (5. h. k.) Mária (*? – †?),

  - B4. Henrik (*1400 – †1445 /csatában szerzett sérüléseibe belehalt/), Alburquerque grófja; 1. h: Kasztíliai Katalin (*1403 – †1439), őket lásd feljebb, I.D2. alatt is!, 2. h: Beatriz Pimentel (*1410? – †1498?),
    - CA1. (2. h.) Henrik (*1445 – †1522), Segorbe hercege; h: Guiomar de Portugal (*1455? – †1516),
      - DA1. János (*1488 – †1490),
      - DA2. Alfonz (*1489 – †1563), Segorbe hercege; h: Juana Folch de Cardona (*1490? – †1564), h. k: N,
        - EA1. Izabella Anna (*1530? – †1567); h: Vespasiano Gonzaga Colonna (*1531 – †1591), Sabbioneta hercege,
        - EA2. Ferdinánd (*1533 – †?),
        - EA3. Alfonz (*1536? – †1550),
        - EA4. János (*1537? – †?),
        - EA5. Ferenc (*1539? – †1575), Segorbe hercege; h: Angela de Cárdenas y Velasco (*1540? – †1576),
        - EA6. Mária Guiomar (*1540 – †1557); h: Fadrique Álvarez de Toledo (*1537 – †1585), Alba hercege,
        - EA7. Izabella (*1540 körül – †?); h: Juan Ximenez de Urrea (*1536 – †1578), Aranda grófja,
        - EA8. Johanna (*1542 – †1608); h: Diego Fernández de Córdoba (*1524 – †1601), Comares márkija,
        - EA9. Franciska (*? – †?),
        - EA10. Beatrix (*? – †?),
        - EA11. Mária (*? – †?),
        - EA12. Jerónima (*? – †?),
        - EA13. Magdolna (*? – †1623?); h: Diego Hurtado de Mendoza (*1500 – †1578), Melito hercege,
        - EA14. (h. k.) Péter (*? – †1597), Lérida püspöke,

      - DA3. Izabella (*1491/1500? – †?), h: Íñigo Lopez de Mendoza (*1493 – †1566), Infantado hercege,

  - B5. Sancho (*1401 körül – †1416), az Álcantara Rend mestere,
  - B6. Eleonóra (*1402 körül – †1445), h: I. Eduárd (*1391 – †1438), Portugália királya (uralkodott: 1433–1438),
  - B7. Péter (*1406 – †1438 /harcban elesett/), Alburquerque grófja és Noto hercege.

III.
- A1. II. (Katolikus) Ferdinánd (*1452 – †1516), uralkodott: 1479–1516 (Aragónia), (V. Ferdinánd, Kasztília és León királya: 1475–1504 (az első feleségével, I. Izabella, kasztíliai és leóni királynővel együtt uralkodott), (II. Ferdinánd, Szicília királya: 1468–1516, III. Ferdinánd, Nápoly királya: 1504–1516); 1. h: I. (Katolikus) Izabella (*1451 – †1504), Kasztília és León királynője (uralkodott: 1474–1504), őket lásd feljebb, I.E5. alatt, és II.C6. alatt is!,[7] 2. h: Foix Germána (*1488 – †1538), 1. h. k: Aldonza Ruiz de Iborre y Alemany (*1454? – †?), 2. h. k: Toda de Larrea (*1455 – †1483), 3. h. k: Beatriz de Pereira (*1455? – †?),
  - B1. (1. h.) Izabella (*1470 – †1498) infánsnő; 1. h: Portugáliai Alfonz (*1475 – †1491 /balesetben halt meg/) infáns, 2. h: I. (Szerencsés) Mánuel (*1469 – †1521), Portugália királya (uralkodott: 1495–1521),
  - B2. (1. h.) János (*1478 – †1497) infáns, Asztúria hercege; h: Habsburg Margit (*1480 – †1530) hercegnő,
    - C1. N. (*1497 – †1497) hercegnő,

  - B3. (1. h.) I. (Őrült) Johanna (*1479 – †1555), uralkodott: 1504–1506, mint királynő (Kasztília és León), 1507–1555, mint névleges királynő (Kasztília és León), 1516–1555, mint névleges királynő (Aragónia); h: I. Habsburg (Szép) Fülöp (*1478 – †1506), uralkodott: 1504–1506 (Kasztília és León),
  - B4. (1. h.) Mária (*1482 – †1517) infánsnő; I. (Szerencsés) Mánuel (*1469 – †1521), Portugália királya (uralkodott: 1495–1521),
  - B5. (1. h.) Katalin (*1485 – †1536) infánsnő; 1. h: Artúr (*1486 – †1502) walesi herceg, 2. h (férje által felbontatva): VIII. Henrik (*1491 – †1547), Anglia királya (uralkodott: 1509–1547),
  - B6. (2. h.) János (*1509 – †1509), Gerona hercege,
  - B7. (1. h. k.) Alfonz (avagy Alonso) (*1470 – †1520), Zaragoza érseke,
  - B8. (1. h. k.) Johanna (*1471 – †1522); h: Bernardino Fernández de Velasco y Mendoza (*1467 – †1512), Frias hercege,
  - B9. (2. h. k.) Mária (*1477 – †1543) apáca,
  - B10. (3. h. k.) Mária Blanka (*1483 – †1550).

IV.
- A1. I. (Nagylelkű) Alfonz (*1396 – †1458) nápolyi király, uralkodott: 1442–1458,[8] (V. Alfonz, Aragónia királya: 1416–1458, I. Alfonz, Szicília királya: 1416–1458); h: Kasztíliai Mária (*1401 – †1458), őket lásd feljebb, I.D1. alatt, valamint II. B1. alatt is!, 1. h. k: Aragóniai Margit (*? – †1423 előtt),[9] 2. h. k: Giraldona Carlino (*1400/1 – †1468 körül),[10] 3. h. k: Ippolita de’Guidici (*? – †?),
  - B1. (1. h. k.) Ferdinánd (idősebb) (*? – †1423 előtt), csecsemőkorában anyjával együtt vízbe fojtották
  - B2. (2. h. k., de törvényesítve) I. Ferdinánd (ifjabb) (*1423 – †1494) nápolyi király, uralkodott: 1458–1494; 1. h: Isabella di Chiaramonte (*1424 – †1465), 2. h: Aragóniai Johanna (*1454 – †1517), a férjével együtt, lásd őket feljebb, II.C7. alatt!, 1. h. k: Diana Guardato (*? – †?), 2. h. k: Giovanna Caracciolo (*? – †?), 3. h. k: Eulalia Ravignano (*? – †?),[11]
    - C1. (1. h.) II. Alfonz (*1448 – †1495) nápolyi király, uralkodott: 1494–1495 (lemondott); h: Ippolita Maria Sforza (*1445 – †1488), h. k: Trogia Gazella (*1460 körül? – †?),
      - D1. II. Ferdinánd (*1469 – †1496) nápolyi király, uralkodott: 1495–1496; h: Johanna (*1478 – †1518), őt lásd lejjebb, IV.C7. alatt!,
      - D2. Izabella (*1470 – †1524); h: Gian Galeazzo Sforza (*1469 – †1494), Milánó hercege,
      - D3. Péter (*1472 – †1491), Rossano hercege,
      - D4. (h. k.) Sancha (*1478 – †1506); h: Jofré (Goffredo) Borgia (*1481 – †1516), Squillace hercege,
      - D5. (h. k.) Alfonz (*1481 – †1500 /meggyilkolták/), Salerno és Bisceglie hercege; h: Lucrezia Borgia (*1480 – †1519),

    - C2. (1. h.) Eleonóra (*1450 – †1493); h: I. Ercole d’Este (*1431 – †1505), Ferrara hercege,
    - C3. (1. h.) I. Frigyes (*1452 – †1504) nápolyi király, uralkodott: 1496–1501 (a tróntól megfosztották, Franciaországban, fogságban halt meg);;[12] 1. h: Savoyai Anna (*1455 – †1480), 2. h: Isabella del Balzo (*1468 – †1533),
      - DA1. (1. h.) Carlotta (*1479/1480 – †1506); h: Guy de Laval (*1476 – †1531), Laval és Montfort grófja,
      - DA2. (2. h.) Ferdinánd (*1488 – †1555) Kalábria hercege; 1. h: Foix Germána (*1488 – †1538) (II. Ferdinándnak, Aragónia királyának az özvegye), 2. h: Mencia de Mendoza Fonseca (*1508 – †1554), h. k: N
        - EA1. (h. k.) János Pál (*? – †?), h: Maria de Moncada (*? – †1535 után?),

      - DA3. (2. h.) Júlia (*1492 – †1542); h: Giovanni Giorgio del Monferrato (*1488 – †1533), Monferrato őrgrófja,
      - DA4. (2. h.) Alfonz (*1494? – †1501/1503),
      - DA5. (2. h.) Cézár (*1496? – †1501/1503),
      - DA6. (2. h.) Erzsébet (*1500? – †1550),

    - C4. (1. h.) János (*1456 – †1485) bíboros, esztergomi érseki kormányzó
    - C5. (1. h.) Beatrix (*1457 – †1508) hercegnő, magyar királyné; 1. h: I. Mátyás (*1443 – †1490) magyar király, uralkodott: 1448–1490, 2. h (érvénytelenítve): II. Ulászló (*1456 – †1516) cseh és magyar király, uralkodott: 1471–1516 (Csehország), 1490–1516 (Magyarország),
    - C6. (1. h.) Ferenc (*1461 – †1481), Sant’ Angelo hercege,
    - C7. (2. h.) Johanna (*1478 – †1518); h: II. Ferdinánd (*1469 – †1496) nápolyi király, uralkodott: 1495–1496, őt lásd feljebb, IV.D1. alatt!,
    - C8. (2. h.) Károly (*1480 – †1486),
    - C9. (1. h. k.) Mária (*1440? – †1460/1461?); h: Antonio Todeschini Piccolomini (*1437 – †1493), Amalfi hercege,
    - C10. (1. h. k.) Johanna (*1455 – †1501); h: Leonardo della Rovere (*1445 – †1475), Sora és Arce hercege,
    - C11. (1. h. k.) Ferdinánd (*? – †?), Cajazzo hercege; h: Castellana (Caterina) de Cardona (*? – †?), őt lásd lejjebb, C.16. alatt is!,
    - C12. (2. h. k.) Henrik (*? – †1478),[13] Gerace márkija; h: Polixena de Centelles (*? – †?),
    - C13. (2. h. k.) Alfonz (*1460 – †1510), Galilea hercege (és ciprusi trónkövetelő); h (?) – (j?): Carla di Lusignano (*1468? – †1480 /fogságban halt meg/),
    - C14. (2. h. k.) Cézár (*? – †1501?), Santa Agata márkija; h: Caterina della Ratta (*? – †?),
    - C15. (2. h. k.) Eleonóra (*? – †?),
    - C16. (2. h. k.) Ferdinánd (*? – †1542), Montalto herceg; 1. h: Anna Sanseverino (*? – †?), 2. h: Castellana (Caterina) de Cardona (*? – †?), őt lásd feljebb, C11. alatt is!,
    - C17. (3. h. k.)  Mária Cecília (*1473? – †1513); h: Gian Giordano Orsini (*? – †1517), Bracciano ura,
    - C18. (3. h. k.) Lukrécia (*? – †1549); h: Onorato Gaetani (*? – †1528), Traetto hercege,

  - B3. (2. h. k.) Mária (*1425? – †1449); h: Lionello d’Este (*1407 – †1450), Ferrara őrgrófja,
  - B4. (2. h. k.) Eleonóra Diána (*1430? – †?); h: Gianfrancesco Marino da Marzano (*1430 körül – †1494 /meggyilkolták/), Rossano hercege,
  - B5. (3. h. k.) Colia (Covella) (*1423/1424? – †1473/1475?); h: Emmanuele d’Appiano (*1380 körül – †1457), Piombino ura.

### Jelölések
- * = születés
- † = elhalálozás
- h., 1. h:, 2. h, ...: = házasság, első házasság, második házasság … [14]
- h. k., 1. h. k., 2. h. k, …: házasságon kívül, első házasságon kívül, második házasságon kívül …
- j: jegyesség
- N: ismeretlen nevű, keresztnevű

## Külső hivatkozások
- http://www.geneall.net/H/
- http://roglo.eu/roglo?lang=es
- http://www.homar.org/genealog/
- http://www.genmarenostrum.com/
- http://www.manfred-hiebl.de/genealogie-mittelalter/
- http://www.friesian.com/perifran.htm#spain
- https://web.archive.org/web/20080207124541/http://fmg.ac/Projects/MedLands/Contents.htm
- http://genealogy.euweb.cz/index.html
- http://www.enciclopedia.cat/enciclop%C3%A8dies/gran-enciclop%C3%A8dia-catalana/EC-GEC-0034615.xml?s.q=Joana+I+de+Castella#.UaOGFLP-mUk
- http://www.enciclopedia.cat/enciclop%C3%A8dies/gran-enciclop%C3%A8dia-catalana/EC-GEC-0034627.xml?s.q=Joana+la+Beltraneja#.UaOHa7P-mUk
- http://www.enciclopedia.cat/enciclop%C3%A8dies/gran-enciclop%C3%A8dia-catalana/EC-GEC-0028161.xml?s.q=Frederic+de+N%C3%A0pols+#.UfTmLLP-mUk